# Kanava, Tîvriv
Kanava (în ucraineană Канава) este un sat în comuna Koliuhiv din raionul Tîvriv, regiunea Vinnița, Ucraina.

## Demografie
Componența lingvistică a localității Kanava
     Ucraineană (97,5%)
     Rusă (1,88%)
     Alte limbi (0,63%)
Conform recensământului din 2001, majoritatea populației localității Kanava era vorbitoare de ucraineană (97,5%), existând în minoritate și vorbitori de rusă (1,88%).